# Manuel Coscione
Manuel Coscione, né le 29 janvier 1980 à Coni en Italie, est un joueur italien de volley-ball. Il mesure 1,88 m et joue passeur. Il totalise 29 sélections en équipe d'Italie.

## Clubs
| Club                 | De        | À         |
| -------------------- | --------- | --------- |
| Piemonte Volley      | 2000-2001 | 2001-2002 |
| Gabeca Pallavolo Spa | 2002-2003 | 2002-2003 |
| Pallavolo Padoue     | 2003-2004 | 2003-2004 |
| Piemonte Volley      | 2004-2005 | 2006-2007 |
| M. Roma Volley       | 2007-2008 | 2007-2008 |
| Prisma Volley        | 2008-2009 | 2008-2009 |
| Volley 2002 Forlì    | 2009-2010 | 2009-2010 |
| Callipo Sport        | 2010-2011 | 2012-2013 |
| Piemonte Volley      | 2013-2014 | ...       |

## Palmarès

### Club et équipe nationale
- Ligue mondiale
  - Finaliste : 2004
- Coupe de la CEV (avant 2007) (1)
  - Vainqueur : 2002
- Coupe de la CEV (depuis 2007) (1)
  - Vainqueur : 2008
- Coupe d'Italie (2)
  - Vainqueur : 2002, 2006
  - Finaliste : 2008
- Supercoupe d'Italie
  - Perdant : 2007, 2008

### Distinctions individuelles
- Meilleur joueur de la Coupe de la CEV 2008